# Juan Bautista Pomar
Pour les articles homonymes, voir Pomar.
 (novembre 2015).
Juan Bautista Pomar (c. 1535 - 1590) est un historien et écrivain, spécialisé dans l'histoire aztèque précolombienne, ainsi qu'un propriétaire terrien.

## Biographie
Selon les sources de Fray Juan de Torquemada, il serait né vers 1535 à Texcoco. son père est un soldat espagnol et sa mère la petite-fille de Nezahualpilli, d'origine acolhua. Il est considéré comme noble par les espagnols, et a pu obtenir une des maisons royales de son grand-père, à Texcoco. 
Il est élevé dans la tradition chrétienne, mais apprend les traditions aztèques grâce à sa mère. Cela lui permet d'être bilingue : il écrivait et parlait espagnol et nahuatl. On lui attribue une des compilations les plus importantes de la poésie nahuatl, Romances de los señores de la Nueva España, publiée par Ángel María Garibay. En tant que métis, il est dans une position ambiguë, tantôt du côté des Espagnols, tantôt de celui des indigènes.
Il est l'auteur d'un ouvrage intitulé Relación de las antigüedades políticas y religiosas de los indios dirigida al Rey Nuestro Señor en 9 de marzo de 1582, généralement connu sous le nom de Relación de Texcoco, achevé en 1582. Il a interrogé des personnes âgées, qui lui ont raconté les anciennes coutumes indigènes. Le texte, qui est une réponse au questionnaire statistique de Philippe II d'Espagne, complète les œuvres de Bernardino de Sahagún et Fernando de Alva Cortés Ixtlilxochitl. Il est mu par un patriotisme local : originaire de Texcoco, il trace un portrait flatteur de ses rois, Nezahualcoyotl et Nezahualpilli.